# Sena
För andra betydelser, se Sena (olika betydelser).
Sena är ett segt band av fibrös bindväv som förbinder skelettmuskler med, vanligen, skelettets ben. 
De flesta senor har ett runt tvärsnitt. Platta senor kallas aponeuroser eller senhinnor, till exempel palmaraponeurosen (aponeurosis palmaris). Somliga senor är så korta att de knappt går att skönja och man talar då om en muskel med ett "köttigt fäste", något som inte ska tolkas bokstavligt. Andra senor kan vara mycket långa, till exempel består många av handens muskler av en muskel proximalt på underarmen varifrån långa senor genom karpaltunneln löper ut i handen och fingrarna. En av de största senorna i människans kropp är akillessenan som löper ned i hälen.
Ligament liknar senor, men förbinder istället två ben. Senornas uppgift är att stå emot anspänningen från musklernas kontraktion. En kombination av muskler och senor kan, typiskt nog, alltså bara uppta dragkrafter.

## Utseende
Senor är vita och pärlemorglänsande. Vid dissektion är de lätta att skilja från den röda muskulaturen men kan förväxlas med de matt vita nerverna.

## Sammansättning och anatomi
Senor består främst av vatten, kollagen typ 1 och celler kallade tenocyter, som är specialiserade fibroblaster med ansvar för senans kollagenstruktur. Små kollagenfibrill, fibrill-associerade kollagen och proteoglykaner finns i små mängder och har stor betydelse för senans fiberstruktur. En stor del av senans styrka beror på det parallella, hierarkiska arrangemanget av tätpackade kollagenfibriller.
En sena har sitt ursprung i en muskel. Muskelns kollagena fibrer fortsätter ut i senan. I senans fäste i benet mineraliseras de kollagena fibrerna och integreras med benvävnaden. Tenocyterna producerar kollagena molekyler som inrättar sig i parallella rader som bildar kollagena fibriller ("tunna trådar"). Tenocyterna organiserar sedan fibrillerna i buntar som bildar fibrer ("trådar"). 
Fibrerna omges av lucker bindväv, så kallad endotendon, som innehåller blodkärl, nerver och lymfkärl, ibland även med transversella anastomoser.
Endotendon omges av ett skikt av lucker bindväv, så kallad epitendon, som i sin tur omges av antingen paratenon, som också består av lucker bindväv, eller av en senskida, en tunnelformad bursa.
Kollagena fibrer smälter samman till makroaggregat som binds ihop till grupper som i sin tur bildar fasciklar ("små buntar"). Senan som helhet består till sist av grupper av fasciklar.
I senans inre finns inga nervfibrer men i epi- och peritendon finns nervändar och i övergången mellan muskel och sena finns Golgis senorgan.
Senornas längd varierar, både mellan grupper och från individ till individ. Deras längd hänger samman med musklernas (potentiella) storlek, människor med långa senor har sämre förutsättningar att utveckla stora muskler. Senornas längd avgörs helt av genetiska anlag och påverkas inte av styrketräning.